# Hazdayi Penso
Hazdayi Penso, né le 8 mars 1914 et mort le 28 septembre 1986, est un joueur turc de basket-ball.